# Tapiscia
Tapiscia es un género  de plantas  pertenecientes a la familia Tapisciaceae. Comprende 5 especies descritas y de estas, solo 2 aceptadas.

## Taxonomía
El género fue descrito por Nicholas Edward Brown y publicado en Journal of Botany, British and Foreign 66: 141. 1928. La especie tipo es: Tapiscia sinensis Oliv.

## Especies aceptadas
A continuación se brinda un listado de las especies del género Tapiscia aceptadas hasta febrero de 2015, ordenadas alfabéticamente. Para cada una se indica el nombre binomial seguido del autor, abreviado según las convenciones y usos.	
- Tapiscia sinensis Oliv.
- Tapiscia yunnanensis W.C.Cheng & C.D.Chu